# Anarhichas minor
Cá sói đốm, tên khoa học Anarhichas minor, là một loài cá sói thuộc họ Anarhichadidae. Loài cá sinh sống ở tầng đáy này được tìm thấy khắp bắc Đại Tây Dương từ phía bắc của Nga cho Thềm Scotia ngoài khơi Nova Scotia. Số lượng giảm khoảng 90% từ cuối những năm 1970 thông qua những năm 1990, đặc biệt là trong phía bắc phạm vi phân bố.